# Tông Rút dại
Tông Rút dại, tên khoa học Aeschynomeneae, là một tông trong phân họ Đậu. Trước đây, các chi của tông Rút dại được gộp trong tông Dalbergieae, về sau được tách ra để hình thành các tông mới gồm Dalbergieae (mới), Adesmieae và Aeschynomeneae.

## Các phân tông và chi
Tông Rút dại gồm một vài phân tông và chi sau.
Phân tông Aeschynomeninae:
- Aeschynomene L.
- Bryaspis P. A. Duvign.
- Cyclocarpa Afzel. ex Urb.
- Geissaspis Wight & Arn.
- Humularia P. A. Duvign.
- Kotschya Endl.
- Smithia Aiton
- Soemmeringia Mart.

Phân tông Discolobiinae:
- Discolobium Benth.

Phân tông Ormocarpinae:
- Chaetocalyx DC.
- Diphysa Jacq.
- Fiebrigiella Harms
- Nissolia Jacq.
- Ormocarpopsis R. Vig.
- Ormocarpum P. Beauv.
- Peltiera Du Puy & Labat
- Pictetia DC.
- Zygocarpum Thulin & Lavin

Phân tông Poiretiinae
- Amicia Kunth
- Poiretia Vent.
- Weberbauerella Ulbr.
- Zornia J. F. Gmel.

Phân tông Stylosanthinae
- Arachis L. - lạc
- Chapmannia Torr. & A. Gray
- Stylosanthes Sw.

## Hình ảnh

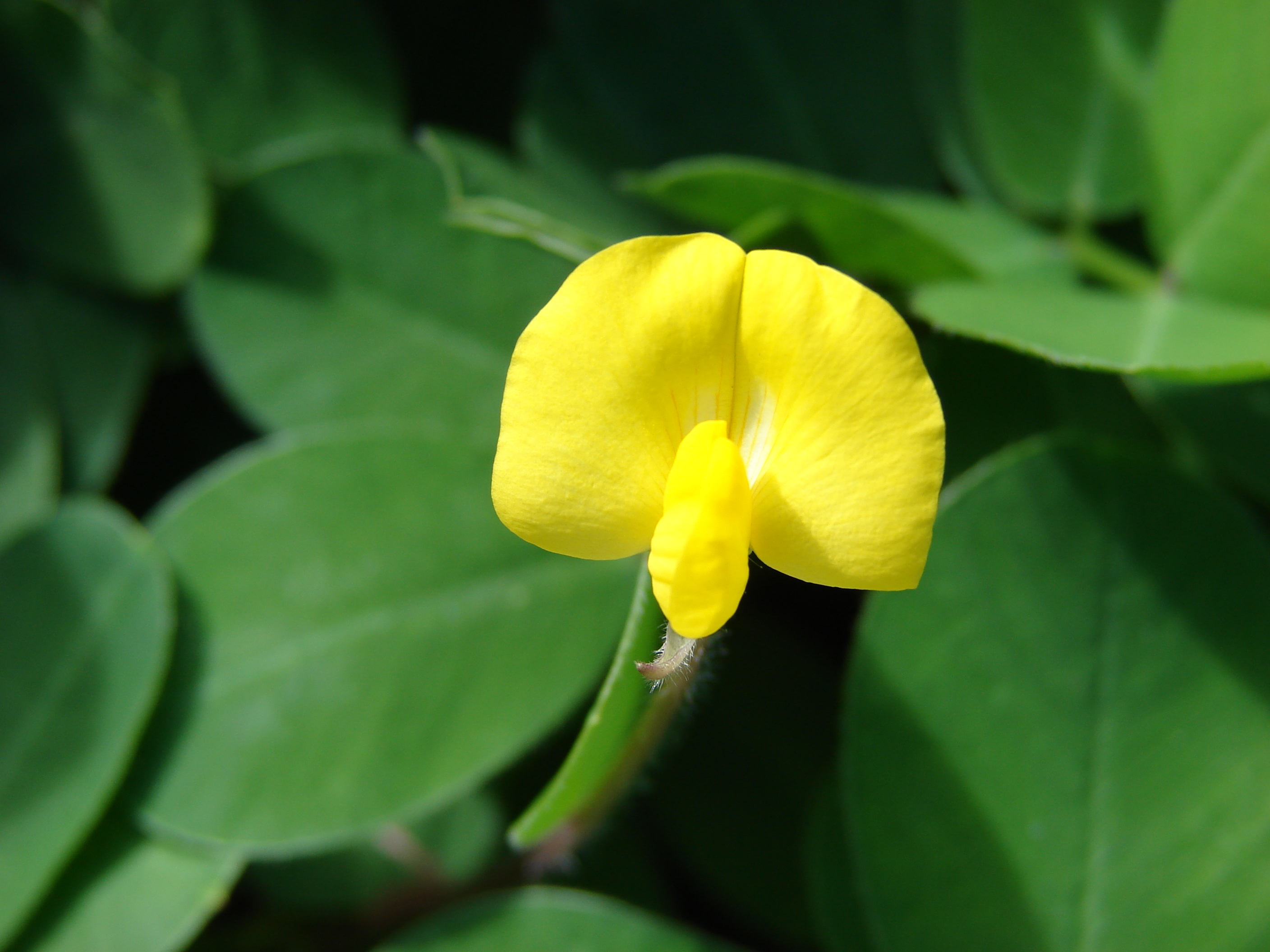
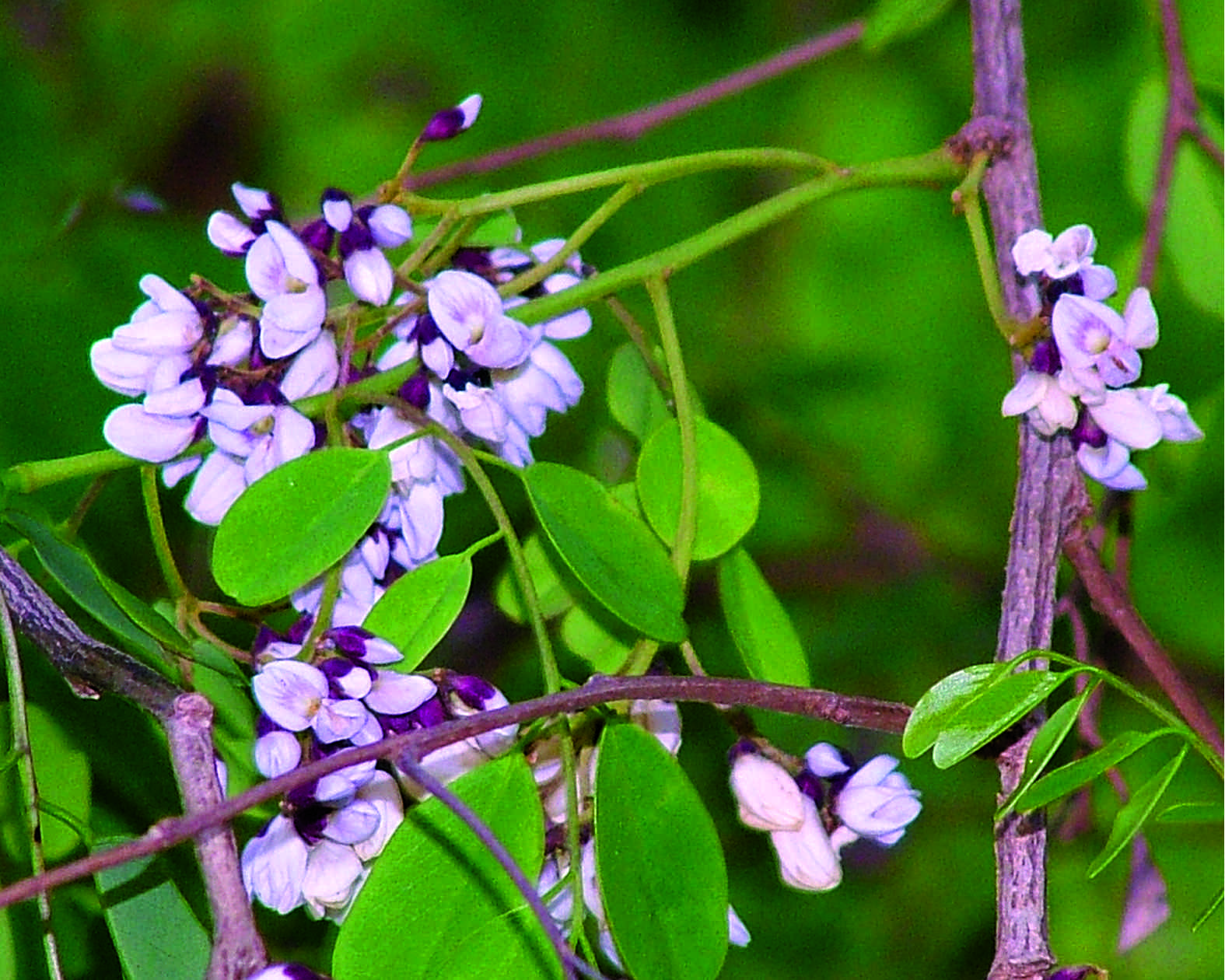
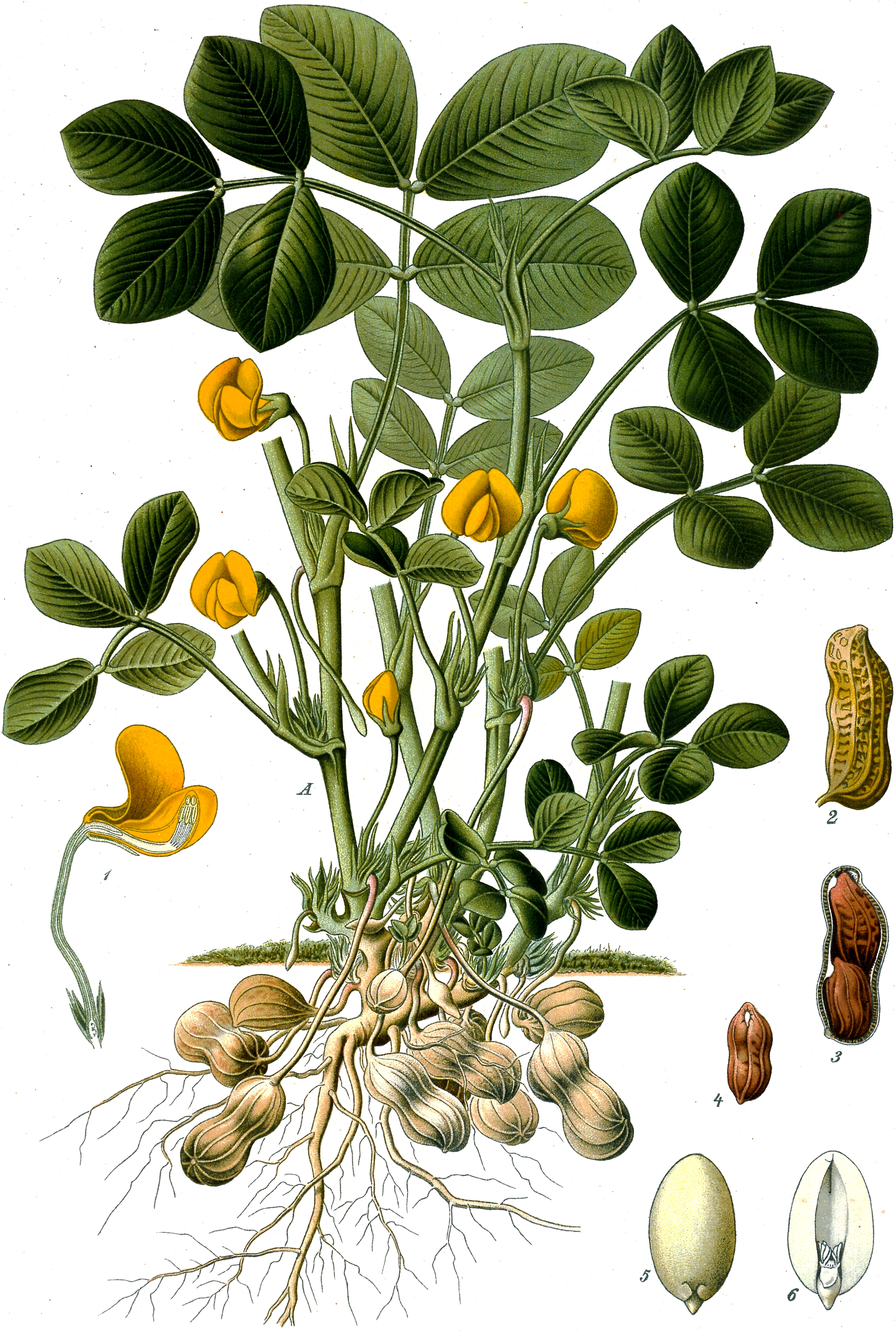
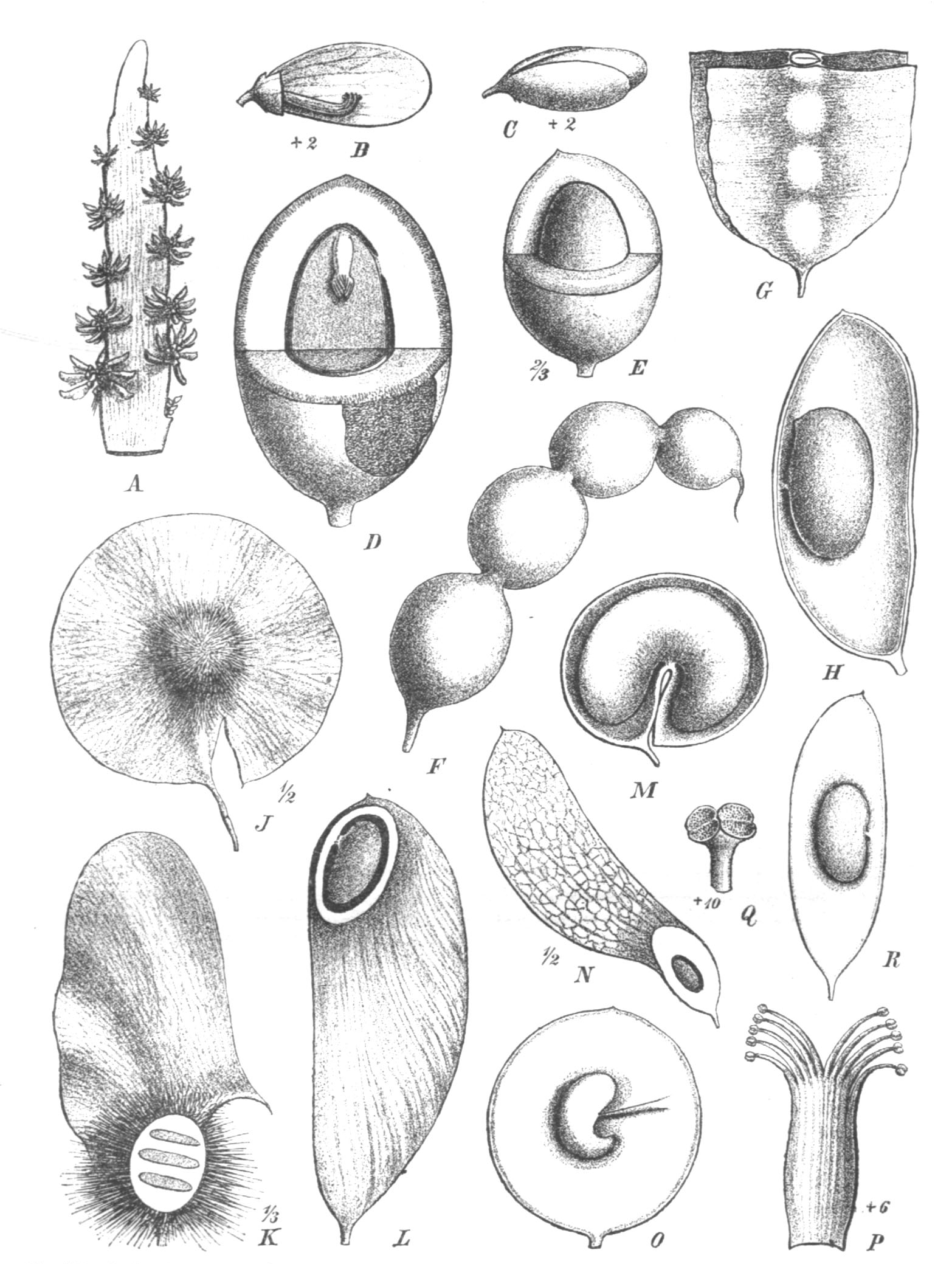